# 竹矢インターチェンジ
竹矢インターチェンジ（ちくやインターチェンジ）は、島根県松江市竹矢町の山陰自動車道（松江道路）上にあるインターチェンジ。

## 道路
- E9 山陰自動車道（22番）

## 接続する道路

### 直接接続
- 島根県道247号八重垣神社竹矢線
- 松江市道10126号松江道路側道北線（上り線）
- 松江市道10127号松江道路側道南線（下り線）
- 松江市道10231号手間春日線

## 料金所
無料区間のためなし

## 周辺
- JR東松江駅

## 隣
E9 山陰自動車道
(21) 東出雲IC - (22) 竹矢IC - (23) 矢田IC